# Świątynia Quetzalcoatla

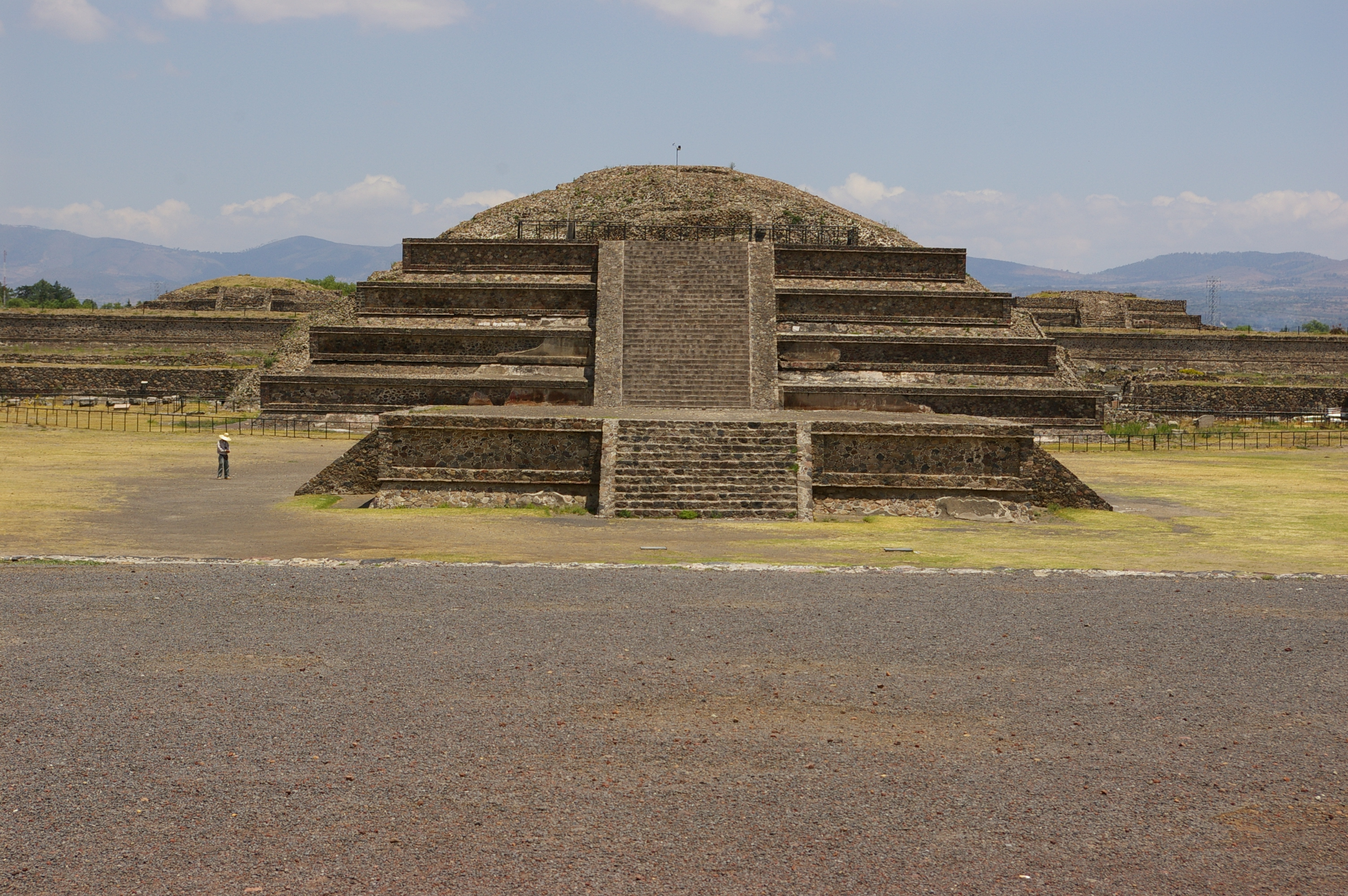
Świątynia Quetzalcoatla

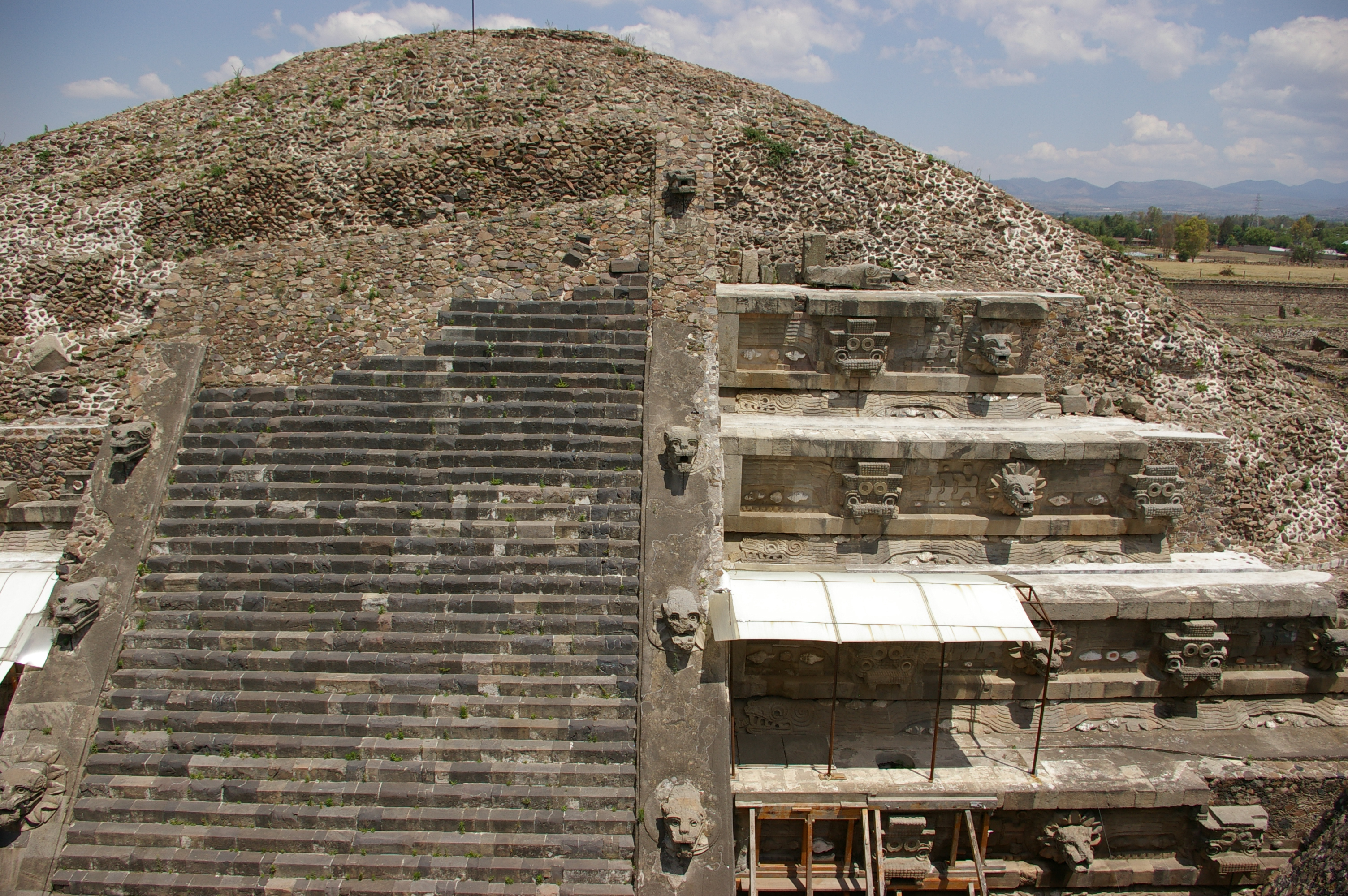
Zachodnia fasada świątyni Quetzalcoatla widziana ze szczytu dołączonej platformy

Świątynia Quetzalcoatla lub świątynia Pierzastego Węża (hiszp. Pirámide de la Serpiente Emplumada) – piramida położona w starożytnym mieście Teotihuacán w Meksyku.
Jest trzecią co do wielkości budowlą w mieście, po Piramidzie Słońca i Piramidzie Księżyca oraz jedną z najstarszych w Mezoameryce. Jej powstanie datuje się na 150-200 rok n.e. Nazwa budowli wywodzi się od rzeźb przedstawiających pierzastego węża, które znajdują się na jej ścianach. Wizerunki te często identyfikowane są z aztecką wersją boga Quetzalcoatla lub mają związek z Tlalokiem, bogiem wody i wegetacji.

## Charakterystyka
Świątynia znajduje się na południowym krańcu Alei Zmarłych (głównej arterii Teotihuacán) i razem z Piramidą Słońca, Piramidą Księżyca oraz Cytadelą otoczoną mniejszymi świątyniami tworzy centrum kultowe miasta. Składa się z sześciu poziomów i została zbudowana w stylu talud-tablero. Na bocznej ścianie każdego tarasu znajdują się naprzemiennie kamienne głowy pierzastego węża i wężopodobnego stworzenia identyfikowanego z bogiem deszczu, Tlalokiem. W oczach każdej rzeźby wykuto wgłębienia, w których znajdowały się obsydianowe źrenice. Ponadto pod każdym rzędem głów umieszczono płaskorzeźby przedstawiające pierzastego węża oraz symbole wody. W starożytności cała piramida pomalowana była na niebiesko i przyozdobiona kamiennymi muszlami.
Przed świątynią znajduje się platforma, będąca pozostałością po wysokiej piramidzie powstałej znacznie później, bo pod koniec III wieku. Budowla miała przyćmić kult bóstwa czczonego w świątyni, lecz została zbudowana nie z ciosanych kamieni, jak pozostałe budowle, ale w dużym zakresie z gruzu. Piramida została zbudowana na wprost zachodniej fasady. Większa część świątyni Pierzastego Węża, a głównie jej dekoracje, uległy zniszczeniu. Na początku XX wieku przeprowadzono badania i odsłonięto zachodnią fasadę budowli. Znajdujące się na niej dekoracje zachowały się w dobrym stanie. Znajdowały się na niej rzadkie rzeźby przedstawiające muszle, pierzastego węża oraz inne bóstwa. W różnych jej częściach odnaleziono też ponad dwieście pochówków ofiar, które – jak się uważa – zostały złożone podczas rytuału poświęcenia budowli.

## Badania i odkrycia

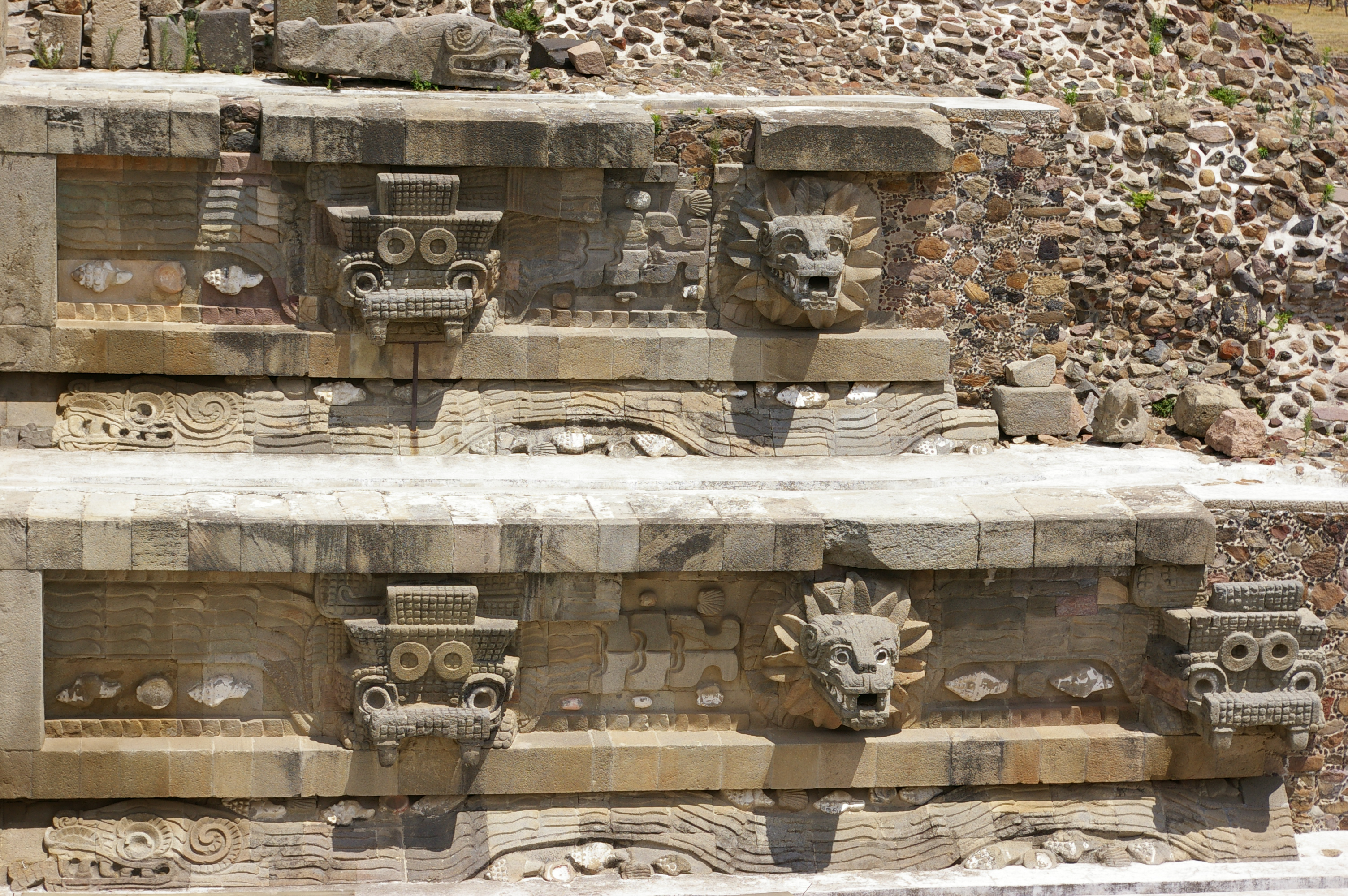
Kamienne głowy Tlaloca (z lewej) oraz pierzastego węża

26 maja 2011 roku badacze z Narodowego Uniwersytetu Autonomicznego Meksyku ogłosili, że dzięki użyciu georadaru odkryli 15 m pod ziemią 76 metrowy tunel, który biegnie do trzech zasypanych pomieszczeń znajdujących się pod piramidą. Wzdłuż tunelu, według meksykańskiego archeologa Sergio Gomeza Chaveza, znajdują się różne mityczne symbole świata podziemnego, choć ich znaczenie nie jest jeszcze znane. Badacze prowadzący wykopaliska szacują wiek tunelu na około 200 rok n.e.